# Nati il 13 agosto

## VI secolo(1)
- 582 - Arnolfo di Metz, vescovo e santo franco († 641)

## X secolo(1)
- 985 - Al-Hakim, imam († 1021)

## XIV secolo(1)
- 1311 - Alfonso XI di Castiglia, sovrano spagnolo († 1350)

## XV secolo(1)
- 1436 - Pandolfo Rucellai, mercante e politico italiano († 1497)

## XVI secolo(6)
- 1516 - Hieronymus Wolf, umanista e storico tedesco († 1580)
- 1576 - David Vinckboons, pittore, incisore e disegnatore olandese
- 1584 - Theophilus Howard, II conte di Suffolk, nobile e politico inglese († 1640)
- 1590 - Siro da Correggio, nobile italiano († 1645)
- 1592 - Guglielmo di Nassau-Hilchenbach, nobile tedesco († 1642)
- 1600 - Virginia Galilei, religiosa italiana († 1634)

## XVII secolo(19)
- 1614 - Augusto di Sassonia-Weissenfels, vescovo luterano tedesco († 1680)
- 1616 - Plautilla Bricci, architetta e pittrice italiana († 1705)
- 1621 - Abel-Louis de Sainte-Marthe, religioso francese († 1697)
- 1621 - Israel Silvestre, incisore, insegnante e editore francese († 1691)
- 1625 - Rasmus Bartholin, fisico, medico e scienziato danese († 1698)
- 1625 - John Hay, I marchese di Tweeddale, nobile scozzese († 1697)
- 1629 - Wenzeslaus von Thun, vescovo cattolico tedesco († 1673)
- 1632 - François-Séraphin Régnier-Desmarais, abate, diplomatico e grammatico francese († 1713)
- 1644 - Giovanni Sigifredo di Eggenberg, nobile boemo († 1713)
- 1645 - Alessandro III Sanvitale, nobile e mecenate italiano († 1727)
- 1650 - Philippe de Rigaud de Vaudreuil, militare e funzionario francese († 1725)
- 1651 - Balthasar Permoser, scultore tedesco († 1732)
- 1655 - Johann Christoph Denner, tedesco († 1707)
- 1662 - Charles Seymour, VI duca di Somerset, nobile inglese († 1748)
- 1666 - Adolfo Giovanni II del Palatinato-Zweibrücken-Kleeburg, militare e nobile svedese († 1701)
- 1673 - Giuseppe Melani, pittore italiano († 1747)
- 1685 - Carpoforo Mazzetti Tencalla, pittore e scultore svizzero († 1743)
- 1698 - Luisa Adelaide di Borbone-Orléans, nobile francese († 1743)
- 1700 - Heinrich von Brühl, politico tedesco († 1763)

## XVIII secolo(35)
- 1704 - Lorenzo Fago, compositore e organista italiano († 1793)
- 1704 - Alexis Fontaine des Bertins, matematico francese († 1771)
- 1706 - Gaetano Lapis, pittore italiano († 1773)
- 1710 - William Heberden, medico e patologo inglese († 1801)
- 1717 - Luigi Francesco di Borbone-Conti, nobile, diplomatico e generale francese († 1776)
- 1717 - Giovanni Carlo Galli da Bibbiena, architetto e disegnatore italiano († 1760)
- 1725 - Georg Christoph Pisanski, teologo tedesco († 1790)
- 1734 - Ernst Christoph Dressler, compositore e tenore tedesco († 1779)
- 1737 - Louis Antoine Vimeux, generale e nobile francese († 1814)
- 1739 - Elizaveta Romanovna Voroncova, nobildonna russa († 1792)
- 1743 - Maria Elisabetta d'Asburgo-Lorena, badessa († 1808)
- 1746 - Philippe-Laurent Roland, scultore francese († 1816)
- 1750 - Francesco Spannocchi Piccolomini, generale e nobile italiano († 1822)
- 1752 - Maria Carolina d'Asburgo-Lorena, nobile († 1814)
- 1757 - James Gillray, disegnatore britannico († 1815)
- 1759 - Gaetano Pinali, avvocato italiano († 1846)
- 1760 - Giacomo Biga, militare e ingegnere italiano († 1827)
- 1762 - Théroigne de Méricourt, politica e rivoluzionaria belga († 1817)
- 1764 - Louis Baraguey d'Hilliers, generale francese († 1813)
- 1768 - Jacques Barraband, pittore e illustratore francese († 1809)
- 1770 - Emmanuele Lodi, vescovo cattolico italiano († 1845)
- 1778 - Angelo Quaglio il Vecchio, pittore, grafico e litografo tedesco († 1815)
- 1781 - Friedrich Hensel, militare austriaco († 1809)
- 1784 - Teresa Belloc-Giorgi, contralto italiano († 1855)
- 1785 - Ferdinando de Luca, geografo, matematico e politico italiano († 1869)
- 1786 - Rocco Racchetti, letterato, scrittore e retore italiano († 1859)
- 1787 - Ivan Gavrilovič Kruglikov, politico russo († 1847)
- 1789 - Antonio Peteani, vescovo cattolico italiano († 1857)
- 1790 - Florentia Sale, viaggiatrice e scrittrice britannica († 1853)
- 1792 - Adelaide di Sassonia-Meiningen, regina († 1849)
- 1797 - Ramón Castilla, politico e militare peruviano († 1867)
- 1797 - Louis Henri François de Luzy-Pelissac, politico e generale francese († 1869)
- 1798 - Ferdinand Denis, viaggiatore, storico e bibliotecario francese († 1890)
- 1799 - Cesare Alfieri di Sostegno, politico e diplomatico italiano († 1869)
- 1800 - Ippolito Rosellini, egittologo italiano († 1843)

## XIX secolo(176)
- 1802 - Nikolaus Lenau, poeta austriaco († 1850)
- 1803 - Vladimir Fëdorovič Odoevskij, scrittore, filosofo e critico musicale russo († 1869)
- 1807 - Lucjan Siemieński, poeta, traduttore e critico letterario polacco († 1877)
- 1808 - Robert Wilhelm Ekman, pittore finlandese († 1873)
- 1808 - Antonio Maria Panebianco, cardinale italiano († 1885)
- 1808 - Enrico Scarabelli Zunti, archivista e storiografo italiano († 1893)
- 1808 - Friedrich von Waldburg-Wolfegg-Waldsee, principe e politico tedesco († 1871)
- 1809 - William Penny Brookes, medico e botanico britannico († 1895)
- 1810 - Antonio Salvagnoli Marchetti, medico e politico italiano († 1878)
- 1811 - Charles Joseph Louis de Tascher de La Pagerie, politico e nobile francese († 1869)
- 1812 - Carl Rahl, pittore austriaco († 1865)
- 1813 - Leopoldo Galeotti, avvocato, giornalista e politico italiano († 1884)
- 1813 - Henry F. Williams, compositore, musicista e docente statunitense
- 1814 - Anders Jonas Ångström, fisico svedese († 1874)
- 1815 - William Brett, I visconte Esher, avvocato e politico inglese († 1899)
- 1815 - Eduard August von Regel, botanico tedesco († 1892)
- 1816 - Rudolf von Gneist, giurista e politico tedesco († 1895)
- 1816 - Johann Jacob Guggenbühl, medico svizzero († 1863)
- 1818 - Lucy Stone, attivista statunitense († 1893)
- 1819 - George Stokes, matematico e fisico irlandese († 1903)
- 1821 - Walter Ponsonby, VII conte di Bessborough, nobile inglese († 1906)
- 1822 - Henry Tibbats Stainton, entomologo inglese († 1892)
- 1824 - August Potthast, storico, bibliotecario e medievista tedesco († 1898)
- 1826 - Domenico Beccadelli di Bologna, politico italiano († 1863)
- 1827 - Francisco Gomes de Amorim, scrittore portoghese († 1891)
- 1827 - Francesco di Borbone-Due Sicilie, principe († 1892)
- 1827 - Diomede Marvasi, giurista, patriota e politico italiano († 1875)
- 1829 - Ivan Michajlovič Sečenov, fisiologo russo († 1905)
- 1830 - Giovanni Zoppis, poeta e commediografo italiano († 1876)
- 1831 - Salomon Jadassohn, compositore e insegnante tedesco († 1902)
- 1833 - Lucido Maria Parocchi, cardinale e arcivescovo cattolico italiano († 1903)
- 1833 - Ambrogio Zuffi, scultore e restauratore italiano († 1922)
- 1836 - Michael Jan de Goeje, orientalista olandese († 1909)
- 1838 - Filippo Cortese, compositore, organista e direttore d'orchestra italiano († 1889)
- 1838 - Aloisia del Liechtenstein, principessa austriaca († 1920)
- 1839 - Marziano Ciotti, patriota italiano († 1887)
- 1839 - Michael Augustine Corrigan, arcivescovo cattolico statunitense († 1902)
- 1839 - Karl von Seebach, paleontologo, vulcanologo e geologo tedesco († 1880)
- 1842 - Albert Sorel, storico francese († 1906)
- 1843 - Arthur Lasenby Liberty, mercante, artigiano e designer inglese († 1917)
- 1844 - Friedrich Miescher, biologo svizzero († 1895)
- 1845 - Eugène Vermersch, poeta e giornalista francese († 1878)
- 1850 - Andrea Carlo Ferrari, cardinale e arcivescovo cattolico italiano († 1921)
- 1851 - John Clem, generale statunitense († 1937)
- 1851 - Jack Hunter, calciatore inglese († 1903)
- 1852 - Robert Hausmann, violoncellista tedesco († 1909)
- 1852 - Christian Krohg, pittore, scrittore e giornalista norvegese († 1925)
- 1852 - Francis Hyde Villiers, diplomatico inglese († 1925)
- 1853 - Asta Nørregaard, pittrice norvegese († 1933)
- 1853 - Antonio Salandra, politico e giurista italiano († 1931)
- 1854 - Salvatore Fratellini, avvocato e politico italiano († 1929)
- 1855 - Biagio Brugi, giurista italiano († 1934)
- 1855 - Charles Dazey, scrittore, commediografo e sceneggiatore statunitense († 1938)
- 1855 - Giulio Tommasi, arcivescovo cattolico italiano († 1936)
- 1857 - Manuel de Escandón, giocatore di polo messicano († 1940)
- 1857 - Henri François Pittier, botanico e geografo svizzero († 1950)
- 1858 - Antonio Padula, storico e scrittore italiano († 1928)
- 1858 - Victor Prouvé, pittore, scultore e incisore francese († 1943)
- 1858 - Muhammad VI al-Habib, tunisino († 1929)
- 1860 - Annie Oakley, circense statunitense († 1926)
- 1861 - Cesare Burali-Forti, matematico e logico italiano († 1931)
- 1861 - Rosario Pasqualino Vassallo, politico e avvocato italiano († 1950)
- 1861 - Herbert Hall Turner, astronomo e sismologo britannico († 1930)
- 1862 - Mabel Grouitch, archeologa e filantropa statunitense († 1956)
- 1862 - Nino Ilari, poeta, drammaturgo e giornalista italiano († 1936)
- 1863 - Lorenzo Cecconi, pittore italiano († 1947)
- 1863 - Bernardo Dessau, fisico tedesco († 1949)
- 1863 - Jeanne Jacquemin, pittrice e disegnatrice francese († 1938)
- 1863 - William Thomas, sociologo statunitense († 1947)
- 1865 - Emma Eames, soprano statunitense († 1952)
- 1866 - Giovanni Agnelli, imprenditore, politico e militare italiano († 1945)
- 1866 - Paul Behncke, ammiraglio tedesco († 1937)
- 1866 - Frances Hardcastle, matematica britannica († 1941)
- 1867 - Rudolf G. Binding, scrittore tedesco († 1938)
- 1867 - Campbell Dodgson, scrittore e storico dell'arte inglese († 1948)
- 1867 - George Luks, pittore, illustratore e fumettista statunitense († 1933)
- 1868 - Mario Baratta, geografo italiano († 1935)
- 1868 - Adolfo Cambridge, I marchese di Cambridge, nobile britannico († 1927)
- 1868 - Vasilij Aleksandrovič Dolgorukov, militare e principe russo († 1918)
- 1868 - Camillo Olivetti, ingegnere e imprenditore italiano († 1943)
- 1869 - Carlo Colombo, medico e educatore italiano († 1918)
- 1869 - Tony Garnier, architetto e urbanista francese († 1948)
- 1871 - Karl Liebknecht, politico e avvocato tedesco († 1919)
- 1871 - Walter McCreery, giocatore di polo statunitense († 1922)
- 1872 - Adolphe Girod, generale, aviatore e politico francese († 1933)
- 1872 - Richard Martin Willstätter, chimico tedesco († 1942)
- 1873 - Friedrich August Georg Bitter, botanico tedesco († 1927)
- 1873 - Józef Haller, generale, filantropo e politico polacco († 1960)
- 1873 - Christian Georgievič Rakovskij, rivoluzionario sovietico († 1941)
- 1874 - Livio Borghese, nobile e diplomatico italiano († 1939)
- 1875 - Glauco Cambon, pittore italiano († 1930)
- 1875 - Karl Koch, botanico tedesco († 1964)
- 1876 - Dallas M. Fitzgerald, regista, sceneggiatore e produttore cinematografico statunitense († 1940)
- 1876 - Charles Noguès, generale francese († 1971)
- 1877 - Billy Brennagh, giocatore di lacrosse canadese († 1934)
- 1877 - Charles Craig, attore statunitense († 1972)
- 1877 - Enrico Crespi, poeta e disegnatore italiano († 1965)
- 1877 - Leopoldo Ferri, politico italiano († 1937)
- 1877 - Otto Nikodym, matematico polacco († 1974)
- 1877 - Achille Vaccarisi, generale italiano
- 1878 - Bill Appleyard, calciatore inglese († 1958)
- 1878 - Martin Borthen, velista norvegese († 1964)
- 1878 - Harvey Lord, mezzofondista e velocista statunitense († 1920)
- 1878 - Leonid Vladimirovič Nikolaev, pianista, compositore e docente sovietico († 1942)
- 1879 - Felice Carena, pittore italiano († 1966)
- 1879 - Salvatore Gatti, magistrato e politico italiano († 1951)
- 1879 - Cesare Genovesi, avvocato e politico italiano († 1970)
- 1879 - John Ireland, compositore e insegnante inglese († 1962)
- 1880 - Orazio Lazzarino, fisico e matematico italiano († 1963)
- 1881 - Umberto Barozzi, velocista italiano († 1929)
- 1882 - Mae Costello, attrice statunitense († 1929)
- 1882 - Rolf Lefdahl, ginnasta norvegese († 1965)
- 1882 - Beryl Mercer, attrice britannica († 1939)
- 1882 - Robert Schälzky, religioso austriaco († 1948)
- 1883 - Paul Hauman, calciatore belga († 1978)
- 1883 - Giulio Palma di Cesnola, generale e aviatore italiano († 1975)
- 1883 - Edwin Sutherland, criminologo statunitense († 1950)
- 1884 - Armando Mazza, poeta, scrittore e giornalista italiano († 1964)
- 1885 - Stanley Bacon, lottatore britannico († 1952)
- 1886 - Werner Hühner, generale tedesco († 1966)
- 1886 - Giuseppe Isnardi, storico, geografo e educatore italiano († 1965)
- 1886 - Douglas McWhirter, calciatore inglese († 1966)
- 1887 - Ettore di Giorgio, incisore e pittore italiano († 1971)
- 1888 - John Logie Baird, inventore britannico († 1946)
- 1888 - Vittorio Fainelli, storico e bibliotecario italiano († 1968)
- 1888 - Johannes Meyer, regista e sceneggiatore tedesco († 1976)
- 1888 - Pëtr Lazarevič Vojkov, rivoluzionario russo († 1927)
- 1889 - Géo André, velocista, rugbista a 15 e giornalista francese († 1943)
- 1889 - Umberto Balestreri, alpinista e magistrato italiano († 1933)
- 1889 - Arvid E. Gillstrom, regista, sceneggiatore e produttore cinematografico svedese († 1935)
- 1889 - Bertil Malmberg, poeta e traduttore svedese († 1958)
- 1889 - Christopher R.W. Nevinson, pittore, incisore e litografo britannico († 1946)
- 1889 - James Lee Peters, ornitologo statunitense († 1952)
- 1890 - Alfredo Ferraris, calciatore italiano († 1969)
- 1890 - Li Zongren, generale e politico cinese († 1969)
- 1890 - Pauline Lord, attrice statunitense († 1950)
- 1890 - Ellen Osiier, schermitrice danese († 1962)
- 1890 - James Van Trees, direttore della fotografia statunitense († 1973)
- 1891 - Carlo Ippolito Migliorini, geologo italiano († 1953)
- 1891 - Einar Naumann, limnologo svedese († 1934)
- 1891 - Ethel Roosevelt Derby, statunitense († 1977)
- 1891 - Alexandre Ryder, regista e sceneggiatore francese († 1966)
- 1892 - Aldo De Benedetti, commediografo e sceneggiatore italiano († 1970)
- 1892 - Géza Nagy, scacchista ungherese († 1953)
- 1893 - Constantin Brăiloiu, compositore e etnomusicologo rumeno († 1958)
- 1893 - Ora Carew, attrice statunitense († 1955)
- 1893 - Alcibiade Diamandi, politico greco († 1948)
- 1893 - Georgios A. Megas, insegnante e germanista greco († 1976)
- 1893 - Jisaku Okada, ammiraglio giapponese († 1942)
- 1893 - Heinz Paul, regista, sceneggiatore e produttore cinematografico tedesco († 1983)
- 1894 - Paul Blobel, militare e criminale di guerra tedesco († 1951)
- 1894 - Jenő Konrád, allenatore di calcio e calciatore ungherese († 1978)
- 1894 - Ellef Mohn, calciatore norvegese († 1974)
- 1894 - Leonid Alekseevič Polovinkin, compositore e pianista russo († 1949)
- 1894 - Martino Trulli, avvocato e politico italiano († 1968)
- 1894 - František Ventura, cavaliere cecoslovacco († 1969)
- 1895 - István Barta, pallanuotista ungherese († 1948)
- 1895 - Robert Burton, attore statunitense († 1962)
- 1895 - Mary Duncan, attrice statunitense († 1993)
- 1895 - Gluck, pittrice britannica († 1978)
- 1895 - Bert Lahr, attore statunitense († 1967)
- 1895 - Sam Taylor, regista, sceneggiatore e produttore cinematografico statunitense († 1958)
- 1896 - Carlo Dani, dirigente sportivo e arbitro di calcio italiano († 1986)
- 1896 - Guido Gonzato, pittore italiano († 1955)
- 1896 - François Hugues, calciatore francese († 1965)
- 1896 - Louis Neher, regista, attore e sceneggiatore austriaco († 1934)
- 1896 - Rudolf Schmundt, generale tedesco († 1944)
- 1897 - William Gott, generale britannico († 1942)
- 1898 - Aziz Abazah, poeta egiziano († 1973)
- 1898 - Aacharya Atre, drammaturgo e scrittore indiano († 1969)
- 1898 - Jean Borotra, tennista, politico e imprenditore francese († 1994)
- 1898 - Diego de Sterlich Aliprandi, pilota automobilistico e imprenditore italiano († 1976)
- 1898 - Regis Toomey, attore statunitense († 1991)
- 1899 - Alberto Cadlolo, militare italiano († 1918)
- 1899 - Alfred Hitchcock, regista e produttore cinematografico britannico († 1980)
- 1900 - Luigi Michiorri, politico italiano († 1959)

## XX secolo(826)
- 1901 - Boris Petrovič Čirkov, attore sovietico († 1982)
- 1901 - Hans Laurids Sørensen, ginnasta danese († 1974)
- 1902 - Mario Colombo, pilota motociclistico italiano († 1986)
- 1902 - Felix Wankel, inventore tedesco († 1988)
- 1903 - Wilton Graff, attore statunitense († 1969)
- 1903 - Chubby Johnson, attore statunitense († 1974)
- 1903 - Jim McKenzie, pugile britannico († 1931)
- 1903 - Francesca Serio, attivista italiana († 1992)
- 1904 - Pier Luigi Faraldo, regista e sceneggiatore italiano
- 1904 - Giuseppe Fenocchio, vescovo cattolico italiano († 1996)
- 1904 - Giuseppe Focosi, calciatore italiano († 1950)
- 1904 - Evelyn Francisco, attrice statunitense († 1963)
- 1904 - Vittorio Giannattasio, militare e marinaio italiano († 1941)
- 1904 - Jonathan Hole, attore statunitense († 1998)
- 1904 - Arthur Johansen, calciatore norvegese († 1984)
- 1904 - Charles Rogers, attore e musicista statunitense († 1999)
- 1905 - Gaetano Gimelli, trombettista italiano († 1990)
- 1905 - Bruno Giorgi, scultore brasiliano († 1993)
- 1905 - Gareth Jones, giornalista gallese († 1935)
- 1905 - Angelo de Mojana di Cologna, religioso italiano († 1988)
- 1905 - Ivan Aleksandrovič Serov, generale, politico e agente segreto sovietico († 1990)
- 1905 - Franz Ziereis, militare tedesco († 1945)
- 1906 - Barbara Bennett, attrice statunitense († 1958)
- 1906 - Ivan Vladimirovič Lukinskij, regista cinematografico sovietico († 1986)
- 1907 - Alfried Krupp von Bohlen und Halbach, imprenditore tedesco († 1967)
- 1907 - Tamara Makarova, attrice sovietica († 1997)
- 1907 - Aleksandrs Priede, calciatore lettone († 1978)
- 1907 - Sofía Rojas, supercentenaria colombiana († 2022)
- 1907 - Emilio Sereni, scrittore, partigiano e politico italiano († 1977)
- 1907 - Basil Spence, architetto britannico († 1976)
- 1908 - Boris Leven, scenografo russo († 1986)
- 1908 - Gene Raymond, attore statunitense († 1998)
- 1908 - Sergio Venzo, geologo e paleontologo italiano († 1978)
- 1909 - John Beal, attore statunitense († 1997)
- 1909 - Wilhelmina von Bremen, velocista statunitense († 1976)
- 1909 - June Brewster, attrice statunitense († 1995)
- 1909 - Aldo Capasso, poeta e scrittore italiano († 1997)
- 1909 - Tristram Coffin, attore statunitense († 1990)
- 1909 - Fabio Conforto, matematico italiano († 1954)
- 1909 - Alberto De Capitani d'Arzago, archeologo e storico dell'arte italiano († 1948)
- 1909 - Werner Keller, scrittore e saggista tedesco († 1980)
- 1909 - Lyn Murray, compositore, musicista e direttore d'orchestra inglese († 1989)
- 1909 - Charles Williams, scrittore statunitense († 1975)
- 1910 - Giovanni Bottonelli, politico e partigiano italiano († 1982)
- 1910 - Elvira Cortese, attrice italiana († 1982)
- 1910 - Carlo Gonan, politico italiano († 1976)
- 1910 - Gerhard Gustmann, canottiere tedesco († 1992)
- 1910 - Antonio Peternel, calciatore e allenatore di calcio italiano († 1986)
- 1910 - Sa'id bin Taymur dell'Oman, sovrano omanita († 1972)
- 1911 - William Bernbach, pubblicitario statunitense († 1982)
- 1911 - Fernando Muscat, cestista spagnolo († 2000)
- 1911 - Beulah Zachary, regista e produttrice televisiva statunitense († 1959)
- 1911 - Isabella d'Orléans-Braganza, nobile francese († 2003)
- 1912 - Francesco Albanese, tenore e attore italiano († 2005)
- 1912 - Vinigi Lorenzo Grottanelli, etnologo italiano († 1993)
- 1912 - Ben Hogan, golfista statunitense († 1997)
- 1912 - Terence Wilmot Hutchison, economista inglese († 2007)
- 1912 - Luis Jacob, cestista peruviano
- 1912 - Hans Koch, militare tedesco († 1955)
- 1912 - Dorothy Layton, attrice statunitense († 2009)
- 1912 - Salvatore Luria, medico, genetista e biologo italiano († 1991)
- 1913 - Lothar Fendler, militare tedesco († 1983)
- 1913 - Melvin Frank, regista, sceneggiatore e produttore cinematografico statunitense († 1988)
- 1913 - Rita Johnson, attrice statunitense († 1965)
- 1913 - Makarios III, arcivescovo ortodosso e politico cipriota († 1977)
- 1913 - Vince McGowan, cestista statunitense († 1982)
- 1913 - Diana Torrieri, attrice italiana († 2007)
- 1914 - Gudrun Genest, attrice e doppiatrice tedesca († 2013)
- 1914 - Luis Mariano, tenore e attore spagnolo († 1970)
- 1914 - Mario Ricci, ciclista su strada italiano († 2005)
- 1914 - Johnny Sines, cestista e allenatore di pallacanestro statunitense († 1978)
- 1915 - Vincent L. Eaton, scacchista, compositore di scacchi e bibliotecario statunitense († 1962)
- 1915 - Renata Orso Ambrosoli, scrittrice e attrice italiana († 2012)
- 1916 - George E. Mendenhall, storico e biblista statunitense († 2016)
- 1917 - Ottorino Beltrami, militare e dirigente d'azienda italiano († 2013)
- 1917 - Gloria Dickson, attrice statunitense († 1945)
- 1917 - Claudia McNeil, attrice statunitense († 1993)
- 1917 - Anna Molka Ahmed, artista pakistana († 1994)
- 1918 - Henri Brasseur, pittore e fotografo belga († 1981)
- 1918 - Jeanette Dolson, velocista canadese († 2004)
- 1918 - Noor Hassanali, politico trinidadiano († 2006)
- 1918 - Frederick Sanger, chimico britannico († 2013)
- 1919 - Alessandro Capponi, calciatore italiano († 2009)
- 1919 - Jim Mooney, fumettista statunitense († 2008)
- 1919 - George Shearing, pianista e compositore britannico († 2011)
- 1920 - Neville Brand, attore statunitense († 1992)
- 1920 - Marcel Buysse, ciclista su strada belga († 2016)
- 1920 - Ugo Giavitto, militare italiano († 1941)
- 1920 - Jean Marcel Honoré, cardinale e arcivescovo cattolico francese († 2013)
- 1920 - Benedetto Ippolito Maffeis, militare e partigiano italiano († 1943)
- 1920 - Vittorio Santini, militare italiano († 2012)
- 1921 - Louis Frémaux, direttore d'orchestra francese († 2017)
- 1921 - Giorgio Petrocchi, critico letterario italiano († 1989)
- 1922 - Bruno Armanini, calciatore italiano
- 1922 - Angelo Bellotto, calciatore italiano († 1981)
- 1922 - Chuck Gilmur, cestista e allenatore di pallacanestro statunitense († 2011)
- 1922 - Giovanni Girardini, partigiano italiano († 1944)
- 1922 - Buck Kartalian, attore statunitense († 2016)
- 1922 - Osvaldo Martínez Jara, pallanuotista cileno († 2002)
- 1922 - Antonio Tinarelli, agronomo italiano († 2014)
- 1923 - Jean Bergeret, medico e psicanalista francese († 2016)
- 1923 - Giorgio Gullini, archeologo italiano († 2004)
- 1923 - Lea Ivanova, contralto e cantante bulgara († 1986)
- 1923 - Ed Kasid, cestista statunitense († 1989)
- 1923 - Nino Pedretti, poeta e traduttore italiano († 1981)
- 1923 - Osvaldo Sáez, calciatore cileno († 1959)
- 1924 - Josette Arène, nuotatrice francese († 2019)
- 1924 - Sergio Barilari, rugbista a 15 e allenatore di rugby a 15 italiano († 2018)
- 1924 - Serafim Fernandes de Araújo, cardinale e arcivescovo cattolico brasiliano († 2019)
- 1924 - Nicola Fusco, calciatore italiano († 2015)
- 1924 - Alessandro Karađorđević, principe serbo († 2016)
- 1924 - Chris van der Klaauw, politico e diplomatico olandese († 2005)
- 1924 - Pierre Lardinois, politico olandese († 1987)
- 1924 - Jurij Orlov, fisico russo († 2020)
- 1924 - Meta Velander, attrice e doppiatrice svedese († 2025)
- 1925 - Agustín Cotorruelo, economista, politico e dirigente sportivo spagnolo († 1989)
- 1925 - José Sazatornil, attore, regista e scenografo spagnolo († 2015)
- 1925 - Meir Shamgar, giurista, magistrato e militare israeliano († 2019)
- 1925 - Lauri Vilkko, pentatleta finlandese († 2017)
- 1925 - Milan Stanislav Ďurica, storico, teologo e traduttore slovacco († 2024)
- 1926 - Francesco Arena, politico italiano († 1975)
- 1926 - Norris Bowden, pattinatore artistico su ghiaccio canadese († 1991)
- 1926 - Fidel Castro, rivoluzionario, politico e militare cubano († 2016)
- 1926 - Dennis Eagan, hockeista su prato britannico († 2012)
- 1926 - Angelo Gabrielli, imprenditore e dirigente sportivo italiano († 2009)
- 1926 - Sergio Gon, calciatore italiano († 1950)
- 1926 - Manuel Rodríguez Barros, ciclista su strada spagnolo († 1997)
- 1926 - Bobby Scarr, cestista canadese († 2001)
- 1927 - Mino Argentieri, critico cinematografico e storico del cinema italiano († 2017)
- 1927 - László Nagy, pattinatore artistico su ghiaccio ungherese († 2005)
- 1927 - David Padilla Arancibia, politico e generale boliviano († 2016)
- 1928 - Adriana Berselli, costumista italiana († 2018)
- 1928 - Mario Cervati, imprenditore e dirigente sportivo italiano († 2012)
- 1928 - Giorgio Granzotto, politico italiano († 2016)
- 1929 - Sergio Giordani, regista e giornalista italiano († 2006)
- 1929 - Pat Harrington Jr., attore statunitense († 2016)
- 1929 - Prahlad Jani, mistico indiano († 2020)
- 1929 - Ida Marcheria, scrittrice, attivista e superstite dell'Olocausto italiana († 2011)
- 1929 - Gustav Meier, direttore d'orchestra e docente svizzero († 2016)
- 1929 - Barthélemy Nguyễn Sơn Lâm, vescovo cattolico vietnamita († 2003)
- 1930 - Don Ho, cantante e attore statunitense († 2007)
- 1930 - Robert Monclar, cestista francese († 2012)
- 1930 - Don Penwell, cestista statunitense († 2012)
- 1930 - Janine Reynaud, modella e attrice francese († 2018)
- 1931 - Ragnar Larsen, calciatore norvegese († 1997)
- 1931 - Norman Read, marciatore neozelandese († 1994)
- 1932 - Audrey Campbell, cestista canadese († 2010)
- 1932 - Jim Herd, imprenditore e produttore televisivo statunitense
- 1932 - Umberto Improta, funzionario e prefetto italiano († 2002)
- 1932 - Nguyen Dinh Ngoc, militare e matematico vietnamita († 2006)
- 1933 - Ettore Casari, logico italiano († 2019)
- 1933 - Joycelyn Elders, politica e medico statunitense
- 1933 - Fred Erdman, avvocato e politico belga († 2021)
- 1933 - Madhur Jaffrey, attrice, conduttrice televisiva e scrittrice indiana
- 1933 - Theodor Rădulescu, rugbista a 15 e allenatore di rugby a 15 rumeno († 2011)
- 1934 - Karl Elsener, calciatore svizzero († 2010)
- 1934 - Hyon Chol-hae, generale e politico nordcoreano († 2022)
- 1934 - Gyōji Matsumoto, calciatore giapponese († 2019)
- 1934 - Jens Petersen, storico tedesco
- 1934 - Seraphim Rose, presbitero statunitense († 1982)
- 1934 - Lella Vignelli, artista e designer italiana († 2016)
- 1934 - Stanisław Widłak, linguista polacco († 2017)
- 1935 - Brendan Oliver Comiskey, vescovo cattolico irlandese († 2025)
- 1935 - Wilhelm Eliassen, calciatore norvegese († 2021)
- 1935 - Alex de Renzy, regista statunitense († 2001)
- 1935 - Živko Čingo, scrittore macedone († 1987)
- 1936 - Italo Bianchi, religioso e compositore italiano († 2023)
- 1936 - John Geddes, ex pistard e ciclista su strada britannico
- 1936 - Zdeněk Konečný, ex cestista cecoslovacco
- 1936 - James Moriarty, vescovo cattolico irlandese († 2022)
- 1936 - Clotilde Pontecorvo, psicologa e pedagogista italiana († 2022)
- 1936 - Ronald Severa, pallanuotista statunitense
- 1936 - Marcio Veloz Maggiolo, scrittore, archeologo e antropologo dominicano († 2021)
- 1936 - Vyjayanthimala, attrice indiana
- 1937 - Gianni Caleffi, calciatore italiano († 2014)
- 1937 - Bruno Capra, calciatore italiano († 2025)
- 1937 - Egidio Ghersetich, ex calciatore italiano
- 1937 - Omar Ricciardi, scultore argentino
- 1937 - James David Santini, politico e avvocato statunitense († 2015)
- 1937 - Felicia Weathers, soprano statunitense
- 1938 - Maria Immacolata Barbarossa, politica italiana
- 1938 - Oscar Ghiglia, chitarrista italiano († 2024)
- 1938 - Bill Masterton, hockeista su ghiaccio canadese († 1968)
- 1939 - Giuseppe Aleffi, politico italiano
- 1939 - Ed Burton, cestista statunitense († 2012)
- 1939 - Novello Finotti, scultore italiano
- 1939 - Marcello Fontanesi, fisico italiano
- 1939 - Eliette von Karajan, mecenate francese
- 1939 - Hennie van Nee, calciatore olandese († 1996)
- 1939 - Luigi Ruggiu, storico della filosofia italiano
- 1939 - Mark Shanon, attore cinematografico e attore pornografico italiano († 2018)
- 1940 - Jean-Claude Andruet, ex pilota di rally francese
- 1940 - Alexander Levitzki, biochimico israeliano
- 1940 - Bill Musselman, allenatore di pallacanestro statunitense († 2000)
- 1940 - Carlos Eduardo Novaes, scrittore, commediografo e autore televisivo brasiliano
- 1940 - Sandro Sardone, doppiatore italiano († 2009)
- 1940 - Jim Sullivan, cantante e chitarrista statunitense († 1975)
- 1941 - Angelo Bellettato, poeta, traduttore e editore italiano († 2004)
- 1941 - Iosif Culineac, pallanuotista rumeno († 2002)
- 1941 - Erin Fleming, attrice canadese († 2003)
- 1941 - Ambrogio Fogar, navigatore, esploratore e scrittore italiano († 2005)
- 1941 - Chris Hanburger, ex giocatore di football americano statunitense
- 1941 - Piet van der Kruk, pesista e sollevatore olandese († 2020)
- 1941 - Ihor Kul'čyc'kyj, ex calciatore sovietico
- 1941 - Gino Pellegrini, scenografo e pittore italiano († 2014)
- 1942 - Mostafa Arab, ex calciatore iraniano
- 1942 - Adriano Bernardini, arcivescovo cattolico e diplomatico italiano
- 1942 - Georges Carnus, ex calciatore francese
- 1942 - Hissène Habré, politico ciadiano († 2021)
- 1942 - Robert Stewart, ex astronauta statunitense
- 1942 - Kriengsak Vimolsate, ex calciatore thailandese
- 1943 - Sandra Brugnera, ex pattinatrice artistica su ghiaccio italiana
- 1943 - Gérard Deprez, politico belga
- 1943 - Lillian Hurst, attrice portoricana
- 1943 - Gary Ilman, nuotatore statunitense († 2014)
- 1943 - Roberto Micheletti, politico e imprenditore honduregno
- 1943 - Bill L. Norton, regista, sceneggiatore e produttore cinematografico statunitense
- 1943 - Ertha Pascal-Trouillot, giudice haitiana
- 1943 - Gottfried Veit, musicista e compositore italiano
- 1943 - Walter Villa, pilota motociclistico italiano († 2002)
- 1944 - Pippo Cantarella, ex pattinatore di velocità in-line italiano
- 1944 - Divina Galica, ex sciatrice alpina, sciatrice di velocità e pilota automobilistica britannica
- 1944 - José García-Margallo y Marfil, politico spagnolo
- 1944 - Lajos Puskás, allenatore di calcio e ex calciatore ungherese
- 1944 - Marco Salvatore, medico italiano
- 1944 - Kevin Thomas, calciatore inglese († 2022)
- 1944 - Kevin Tighe, attore statunitense
- 1945 - Gretchen Corbett, attrice statunitense
- 1945 - Paolo Gambescia, giornalista e politico italiano
- 1945 - Gary Gregor, ex cestista statunitense
- 1945 - Sławoj Leszek Głódź, arcivescovo cattolico polacco
- 1945 - Howard Marks, criminale e attivista britannico († 2016)
- 1945 - Potito Pedarra, musicologo italiano († 2020)
- 1945 - Maria Rohm, attrice austriaca († 2018)
- 1945 - Wess, cantante e bassista statunitense († 2009)
- 1946 - Carlo Brera, giornalista, traduttore e scrittore italiano († 1994)
- 1946 - Gino Girolomoni, imprenditore e saggista italiano († 2012)
- 1946 - Cynthia Goyette, ex nuotatrice statunitense
- 1946 - Bernard Labourdette, ciclista su strada francese († 2022)
- 1946 - Joachim Meischner, ex biatleta tedesco
- 1946 - John Stephen Pazak, vescovo cattolico statunitense
- 1946 - Daniela Pizzagalli, biografa e giornalista italiana
- 1946 - Giuseppe Rogoli, mafioso italiano
- 1946 - Chidchai Wannasathit, politico thailandese
- 1946 - Janet Yellen, economista e politica statunitense
- 1947 - Juan Barranco Gallardo, politico spagnolo
- 1947 - Michele Boato, saggista e politico italiano
- 1947 - Lakshmi Kannan, poetessa, critica letteraria e scrittrice indiana
- 1947 - Alberto Ravaglioli, critico cinematografico e direttore artistico italiano († 2023)
- 1947 - Justus Thigpen, ex cestista statunitense
- 1948 - Kathleen Battle, soprano statunitense
- 1948 - Paul-Philippe Hohenzollern, rumeno
- 1948 - Mosiuoa Lekota, politico sudafricano
- 1948 - Anthony Moore, tastierista e compositore britannico
- 1949 - Shuzo Awaji, goista giapponese
- 1949 - Jim Brunzell, ex wrestler statunitense
- 1949 - Bobby Clarke, ex hockeista su ghiaccio canadese
- 1949 - Rogelio Farías, calciatore cileno († 1995)
- 1949 - Pia Locatelli, politica italiana
- 1949 - Patrick Manoukian, scrittore, giornalista e editore francese
- 1949 - Tadeusz Mytnik, ex ciclista su strada polacco
- 1949 - Claudio Pea, giornalista italiano
- 1949 - Philippe Petit, artista francese
- 1949 - Pete Visclosky, politico e avvocato statunitense
- 1950 - Michele Bovi, giornalista e autore televisivo italiano
- 1950 - Jane Carr, attrice britannica
- 1950 - Franco Frigo, politico italiano
- 1950 - Marián Masný, ex calciatore cecoslovacco
- 1950 - Magdalena Matte, politica e ingegnera cilena
- 1950 - Gigi Moncalvo, giornalista, scrittore e conduttore televisivo italiano
- 1950 - Raul Ranieri Taccini, pallanuotista e pugile italiano († 2011)
- 1950 - Gianna Serra, politica italiana
- 1950 - Pluto Shervington, musicista, cantante e produttore discografico giamaicano († 2024)
- 1950 - Henry Wilmore, ex cestista statunitense
- 1951 - Jeff Altman, attore e cabarettista statunitense
- 1951 - Claude Arribas, ex calciatore francese
- 1951 - Giacomo Civiletti, attore, comico e regista italiano
- 1951 - Lorraine De Selle, attrice, produttrice televisiva e sceneggiatrice italiana
- 1951 - Dan Fogelberg, cantautore, musicista e compositore statunitense († 2007)
- 1951 - Ric Parnell, batterista e attore britannico († 2022)
- 1951 - Luis Miguel Santillana, ex cestista spagnolo
- 1951 - Silvano Villa, ex calciatore italiano
- 1951 - Peter Zimmermann, attore e regista tedesco
- 1952 - Tom Marino, politico e avvocato statunitense
- 1952 - Herb Ritts, fotografo e regista statunitense († 2002)
- 1952 - Filippo Suzzi, pilota motociclistico italiano († 1997)
- 1952 - Hughie Thomasson, cantante e chitarrista statunitense († 2007)
- 1952 - Yang Hee-eun, cantante e conduttrice radiofonica sudcoreana
- 1953 - Carla Bodendorf, ex velocista tedesca
- 1953 - Philippe Bouchet, biologo francese
- 1953 - Ron, cantautore e musicista italiano
- 1953 - Kristalina Georgieva, economista e politica bulgara
- 1953 - Carmen Posadas, scrittrice uruguaiana
- 1953 - Francesco Radio, allenatore di calcio e ex calciatore italiano
- 1953 - Aurel Rădulescu, calciatore rumeno († 1979)
- 1953 - Peter Reif, pilota di rally austriaco
- 1953 - Dana Schoenfield, ex nuotatrice statunitense
- 1954 - Donatella Bardi, cantante e attrice italiana († 1999)
- 1954 - Claudio Di Coste, ex pallavolista italiano
- 1954 - Lincoln Díaz-Balart, politico e avvocato statunitense († 2025)
- 1954 - Michael Lantieri, effettista statunitense
- 1954 - Jurij Reznik, allenatore di calcio e ex calciatore sovietico
- 1954 - Mickey Walsh, ex calciatore irlandese
- 1955 - Robert Deyber, pittore statunitense († 2021)
- 1955 - Hal Foster, critico d'arte statunitense
- 1955 - Paul Greengrass, regista, sceneggiatore e produttore cinematografico britannico
- 1955 - Jukka Kalso, ex saltatore con gli sci finlandese
- 1955 - Marcelino Pérez, ex calciatore spagnolo
- 1955 - Mulgrew Miller, pianista e compositore statunitense († 2013)
- 1956 - Massimo Federici, politico italiano
- 1956 - Bruno Giordano, ex calciatore e allenatore di calcio italiano
- 1956 - Koffi Olomide, cantante e produttore discografico della Repubblica Democratica del Congo
- 1956 - Peter Wells, ex calciatore inglese
- 1956 - Massimo Wertmüller, attore e doppiatore italiano
- 1956 - Marian Woronin, ex velocista polacco
- 1957 - Faisal Al-Dakhil, ex calciatore kuwaitiano
- 1957 - David Crane, autore televisivo statunitense
- 1957 - Gregory Jacobs, regista, sceneggiatore e produttore cinematografico statunitense
- 1957 - Carlo Massullo, ex pentatleta italiano
- 1958 - Al Beal, ex cestista statunitense
- 1958 - Domenico Dolce, stilista e imprenditore italiano
- 1958 - Alfonso Mondelo, allenatore di calcio spagnolo
- 1958 - Tiziana Pini, attrice italiana
- 1958 - Tiziana Rivale, cantante e personaggio televisivo italiana
- 1958 - Feargal Sharkey, cantante britannico
- 1958 - Randall Shughart, militare statunitense († 1993)
- 1958 - Bojčo Veličkov, ex calciatore bulgaro
- 1959 - Sabine Becker, ex pattinatrice di velocità su ghiaccio tedesca
- 1959 - Danny Bonaduce, attore, wrestler e personaggio televisivo statunitense
- 1959 - Chen Zhixiong, ex pallanuotista cinese
- 1959 - Vito Cornolti, ex maratoneta e fondista di corsa in montagna italiano
- 1959 - Franca D'Amato, doppiatrice e attrice teatrale italiana
- 1959 - Thomas Dennerby, allenatore di calcio e ex calciatore svedese
- 1959 - Pasquale Gesuito, ex bobbista italiano
- 1959 - Andreas Ravelli, ex calciatore svedese
- 1959 - Thomas Ravelli, ex calciatore svedese
- 1959 - Steven Strogatz, matematico statunitense
- 1960 - Flavio Colusso, compositore, librettista e direttore d'orchestra italiano
- 1960 - Diego Febbraro, regista italiano
- 1960 - Joe Simpson, alpinista e scrittore britannico
- 1960 - Ivar Stukolkin, ex nuotatore sovietico
- 1960 - Phil Taylor, ex giocatore di freccette inglese
- 1961 - Andrea Ballarini, scrittore e pubblicitario italiano († 2019)
- 1961 - Chad Brown, giocatore di poker, attore e personaggio televisivo statunitense († 2014)
- 1961 - Chrīstos Christodoulou, ex cestista greco
- 1961 - Franco Ermini, ex calciatore italiano
- 1961 - Kōji Kondō, compositore e musicista giapponese
- 1961 - Borjana Krišto, politica bosniaca
- 1961 - Dawnn Lewis, attrice e doppiatrice statunitense
- 1961 - Tom Perrotta, scrittore e sceneggiatore statunitense
- 1961 - Stefano Soderini, ex terrorista e collaboratore di giustizia italiano
- 1961 - Cary Stayner, assassino seriale statunitense
- 1961 - Giampietro Stocco, giornalista e scrittore italiano
- 1961 - Bettine Vriesekoop, tennistavolista olandese
- 1961 - Bobby Williamson, ex calciatore e allenatore di calcio scozzese
- 1962 - Danilo Di Veglia, vigile del fuoco italiano († 2001)
- 1962 - Lady Bunny, cantante, attore e personaggio televisivo statunitense
- 1962 - Marcello Novaes, attore brasiliano
- 1962 - Gracia Querejeta, regista e sceneggiatrice spagnola
- 1962 - Pius Schwizer, cavaliere svizzero
- 1962 - Luca Semeraro, doppiatore, direttore del doppiaggio e dialoghista italiano
- 1962 - Adam Shand, scrittore e giornalista australiano
- 1962 - John Slattery, attore e regista statunitense
- 1962 - Manuel Valls, politico francese
- 1963 - Bruno Campese, allenatore di hockey su ghiaccio, dirigente sportivo e ex hockeista su ghiaccio canadese
- 1963 - Beau Dremann, attore statunitense
- 1963 - Édouard Michelin, imprenditore francese († 2006)
- 1963 - Valerie Plame, ex agente segreto statunitense
- 1963 - Sabrina Siani, attrice e ex modella italiana
- 1963 - Sridevi, attrice indiana († 2018)
- 1964 - Adam Davidson, regista e produttore televisivo statunitense
- 1964 - Sergio Gallo, militare italiano
- 1964 - Ian Haugland, batterista norvegese
- 1964 - Billy Livingstone, ex calciatore scozzese
- 1964 - Slobodan Marović, ex calciatore serbo
- 1964 - Debi Mazar, attrice statunitense
- 1964 - Otmar Szafnauer, ingegnere e dirigente sportivo statunitense
- 1964 - Bruno Tedino, allenatore di calcio italiano
- 1964 - Richard Vogel, ex tennista cecoslovacco
- 1965 - Masashi Abe, ex combinatista nordico giapponese
- 1965 - Miquel Calçada, giornalista spagnolo
- 1965 - Jorge Perugorría, attore e regista cubano
- 1965 - Marcello Pieri, cantautore italiano
- 1965 - Tommy Sjödin, ex hockeista su ghiaccio svedese
- 1965 - Marco Toini, ex maratoneta e fondista di corsa in montagna italiano
- 1965 - Armands Zeiberliņš, ex calciatore sovietico
- 1966 - Scooter Barry, ex cestista statunitense
- 1966 - Anthony Herbert, ex rugbista a 15 e dirigente sportivo australiano
- 1966 - Pascal Lino, ex ciclista su strada e pistard francese
- 1966 - Miguel Eduardo Miranda, calciatore peruviano († 2021)
- 1966 - Molly Sullivan, ex schermitrice statunitense
- 1966 - Ken Swift, danzatore statunitense
- 1966 - Christopher Thompson, attore, sceneggiatore e regista francese
- 1966 - William Tucci, fumettista, sceneggiatore e regista statunitense
- 1967 - Pavel Bezchasny, docente e religioso russo († 2017)
- 1967 - Mary Callahan Erdoes, imprenditrice statunitense
- 1967 - Quinn Cummings, attrice e scrittrice statunitense
- 1967 - Luca De Michelis, editore italiano
- 1967 - Jens-Uwe Gordon, ex cestista statunitense
- 1967 - Dave Jamerson, ex cestista statunitense
- 1967 - Albano Janku, ex arbitro di calcio albanese
- 1967 - Jin Xing, ballerina e coreografa cinese
- 1967 - Aleksandr Kiričenko, ex pistard russo
- 1967 - Byron Mann, attore cinese
- 1967 - Vladïmïr Nïdergaws, ex calciatore kazako
- 1967 - Takako Ohta, cantante e doppiatrice giapponese
- 1967 - Gerardo Rabajda, ex calciatore uruguaiano
- 1967 - Polito Rodríguez Méndez, arcivescovo cattolico venezuelano
- 1967 - Luiz Henrique Silveira Couto, ex giocatore di calcio a 5 brasiliano
- 1967 - Stanislav Stankov, ex cestista bulgaro
- 1967 - Vasillaq Ziu, ex calciatore albanese
- 1968 - Edwin van Ankeren, allenatore di calcio e ex calciatore olandese
- 1968 - Tal Bachman, cantautore canadese
- 1968 - Susanne Börnike, ex nuotatrice tedesca orientale
- 1968 - Shane Cortese, attore neozelandese
- 1968 - Merete Fjeldavlie, ex sciatrice alpina norvegese
- 1968 - Tony Jarrett, ex ostacolista e velocista britannico
- 1968 - Joshua Marston, regista e sceneggiatore statunitense
- 1968 - Gabriela Pandrea, ex cestista rumena
- 1969 - Giacobbe Fragomeni, ex pugile italiano
- 1969 - Karl Groom, produttore discografico, tecnico del suono e chitarrista britannico
- 1969 - Midori Itō, ex pattinatrice artistica su ghiaccio giapponese
- 1969 - Emil Kremenliev, ex calciatore bulgaro
- 1969 - Li Chunxiu, ex marciatrice cinese
- 1969 - Enrico Marini, fumettista italiano
- 1969 - Magdalena Martullo-Blocher, imprenditrice e politica svizzera
- 1970 - Alessio Bonomo, cantautore italiano
- 1970 - Antonio Bucciarelli, allenatore di calcio e ex calciatore italiano
- 1970 - Casiano Delvalle, ex calciatore paraguaiano
- 1970 - Spike Dudley, ex wrestler statunitense
- 1970 - Carlos García García, ex calciatore spagnolo
- 1970 - Elvis Grbac, ex giocatore di football americano statunitense
- 1970 - Sven Kmetsch, allenatore di calcio e ex calciatore tedesco
- 1970 - Seana Kofoed, attrice statunitense
- 1970 - Gianluca Luisi, pianista italiano
- 1970 - Lisa Nilsson, cantante svedese
- 1970 - Alan Shearer, ex calciatore inglese
- 1970 - Abdoul Salam Sow, ex calciatore guineano
- 1971 - Tomoe Abe, ex maratoneta e ultramaratoneta giapponese
- 1971 - Slađan Ašanin, ex calciatore croato
- 1971 - Paolo Barbieri, illustratore italiano
- 1971 - Moritz Bleibtreu, attore tedesco
- 1971 - Jean-Luc Chabanon, scacchista francese
- 1971 - Lorenzo Crespi, attore italiano
- 1971 - Oksana Dovhaljuk, ex cestista ucraina
- 1971 - Luiz Carlos Guarnieri, ex calciatore brasiliano
- 1971 - Kazuyuki Kyōya, ex calciatore e cestista giapponese
- 1971 - Heike Makatsch, attrice tedesca
- 1971 - Ifeoma Ozoeze, ex multiplista italiana
- 1971 - Aaron Tesser, musicista italiano
- 1971 - Camille Thompson, ex cestista canadese
- 1971 - Tragedy Khadafi, rapper e produttore discografico statunitense
- 1971 - Vladimir Vdovičenkov, attore russo
- 1972 - Crystal Allen, attrice statunitense
- 1972 - Hush, rapper statunitense
- 1972 - Fernando Echavarri, velista spagnolo
- 1972 - James Forrest, ex cestista statunitense
- 1972 - Kevin Plank, imprenditore e dirigente d'azienda statunitense
- 1973 - Brittany Andrews, attrice pornografica e regista statunitense
- 1973 - Esmail Halali, ex calciatore iraniano
- 1973 - DJ Ross, disc jockey e produttore discografico italiano
- 1973 - Pietro Pulcini, attore e comico italiano
- 1973 - Kamila Shamsie, scrittrice britannica
- 1973 - Ryōko Shinohara, attrice e cantante giapponese
- 1973 - Sjarhej Štanjuk, ex calciatore bielorusso
- 1973 - Mara Yamauchi, maratoneta e mezzofondista britannica
- 1974 - Orlando Anderson, criminale statunitense († 1998)
- 1974 - Gianluca Festa, politico, giornalista e ex cestista italiano
- 1974 - Erik Fuglestad, allenatore di calcio e ex calciatore norvegese
- 1974 - Masato Harasaki, allenatore di calcio e ex calciatore giapponese
- 1974 - Roberto Herrera García, cestista cubano († 2021)
- 1974 - Karine Jean-Pierre, giornalista francese
- 1974 - Dušan Jelić, ex cestista e allenatore di pallacanestro serbo
- 1974 - Andreas Larsson, ex pallamanista svedese
- 1974 - Ai Nagano, doppiatrice giapponese
- 1974 - Joe Perry, giocatore di snooker inglese
- 1974 - Niklas Sundin, chitarrista svedese
- 1974 - Kouji Takasawa, ex combinatista nordico giapponese
- 1974 - Andrej Tkačuk, ex giocatore di calcio a 5 russo
- 1974 - Vicca, ex attrice pornografica russa
- 1975 - Nanni Baldini, doppiatore, direttore del doppiaggio e dialoghista italiano
- 1975 - James Carpinello, attore statunitense
- 1975 - Katryna Gaither, ex cestista statunitense
- 1975 - Ante Grgurević, ex cestista e allenatore di pallacanestro croato
- 1975 - Kléber Pereira, ex calciatore brasiliano
- 1975 - Steffen Slumstrup Nielsen, compositore di scacchi danese
- 1975 - Brandon Som, poeta statunitense
- 1975 - Marty Turco, ex hockeista su ghiaccio canadese
- 1976 - Geno Carlisle, ex cestista statunitense
- 1976 - Federico Domínguez, ex calciatore argentino
- 1976 - Grégory Fitoussi, attore francese
- 1976 - Corina Hossmann, ex sciatrice alpina svizzera
- 1976 - Roman Jakovlev, ex pallavolista e allenatore di pallavolo ucraino
- 1976 - Nicolás Lapentti, ex tennista ecuadoriano
- 1976 - Ayman Nassef, ex giocatore di calcio a 5 egiziano
- 1976 - Art'owr Oskanyan, allenatore di calcio e ex calciatore armeno
- 1976 - Tat'jana Panova, ex tennista russa
- 1976 - Karl Taillepierre, triplista francese
- 1976 - Özge Özberk, attrice, regista e produttrice cinematografica turca
- 1977 - Daniele Follero, giornalista, critico musicale e saggista italiano
- 1977 - Florian Hartenstein, allenatore di pallacanestro e ex cestista tedesco
- 1977 - Titus Ivory, ex cestista statunitense
- 1977 - Michael Klim, ex nuotatore australiano
- 1977 - Lee Jun-hwan, ex pattinatore di short track sudcoreano
- 1977 - Laurent Legname, allenatore di pallacanestro e ex cestista francese
- 1977 - Apostolos Liolidīs, ex calciatore greco
- 1977 - Euan Morton, attore e doppiatore britannico
- 1977 - Merrill Moses, pallanuotista statunitense
- 1977 - Damian O'Hare, attore britannico
- 1977 - Aarón Padilla, ex calciatore messicano
- 1977 - Gianluigi Ricuperati, scrittore e saggista italiano
- 1977 - Kenyan Weaks, ex cestista e allenatore di pallacanestro statunitense
- 1978 - Federico Baccomo, scrittore, sceneggiatore e autore televisivo italiano
- 1978 - Michael Bennett, ex giocatore di football americano statunitense
- 1978 - Booder, attore e comico marocchino
- 1978 - Dionisio Galparsoro, ex ciclista su strada spagnolo
- 1978 - Moussa Latoundji, allenatore di calcio e ex calciatore beninese
- 1978 - Dominique Mocka, calciatore francese
- 1978 - Benjani Mwaruwari, ex calciatore zimbabwese
- 1978 - Dwight Smith, ex giocatore di football americano statunitense
- 1978 - Ihor Snitko, ex nuotatore ucraino
- 1978 - Laisena Tuba, ex calciatore figiano
- 1979 - Bélux Kasongo, ex calciatore della Repubblica Democratica del Congo
- 1979 - Federica Cellini, regista e giornalista italiana
- 1979 - Andrés Chitiva, ex calciatore colombiano
- 1979 - Chris Christoffersen, ex cestista danese
- 1979 - Joseph Hansen, ex canottiere statunitense
- 1979 - Dan Anton Johansen, ex calciatore danese
- 1979 - Siméon Jonas, calciatore haitiano
- 1979 - Eġiše Melik'yan, allenatore di calcio e ex calciatore armeno
- 1979 - Bledi Shkëmbi, allenatore di calcio e ex calciatore albanese
- 1979 - Kasia Smutniak, attrice e modella polacca
- 1980 - Nick Dempsey, velista britannico
- 1980 - Álex González, attore spagnolo
- 1980 - Michał Ignerski, ex cestista polacco
- 1980 - Helalia Johannes, maratoneta namibiana
- 1980 - Leandro Lessa Azevedo, ex calciatore brasiliano
- 1980 - Ivan Milaković, ex pallanuotista croato
- 1980 - Nicola Mingazzini, ex calciatore italiano
- 1980 - Fernando Pasquinelli, ex calciatore argentino
- 1980 - Mario Placanica, ex militare italiano
- 1980 - Peter Štyvar, ex calciatore slovacco
- 1980 - Eddy Vega, ex calciatore honduregno
- 1980 - Hashim Zaidan, allenatore di pallacanestro e ex cestista qatariota
- 1981 - Irina Crasnoscioc, ex cestista moldava
- 1981 - Daniel Deusser, cavaliere tedesco
- 1981 - Eduardo Fernandes Pereira Gomes, ex calciatore portoghese
- 1981 - Federico Ferrone, regista italiano
- 1981 - Remo Fischer, ex fondista svizzero
- 1981 - Aftandil Hacıyev, allenatore di calcio e ex calciatore azero
- 1981 - Joselio Hanson, giocatore di football americano statunitense
- 1981 - Cristina Kelder, ex fondista italiana
- 1981 - Benjamin Kibebe, ex calciatore etiope
- 1981 - Eva Montesdeoca, ex cestista spagnola
- 1981 - Jim Piper, nuotatore australiano
- 1981 - Marco Pisano, ex calciatore italiano
- 1981 - Lars Pleidrup, allenatore di calcio e ex calciatore danese
- 1981 - Sergio Amaury Ponce, ex calciatore messicano
- 1981 - Floriano Souza, ex calciatore brasiliano
- 1982 - Max Alberti, attore e musicista tedesco
- 1982 - Diego Cabrera, ex calciatore boliviano
- 1982 - Luis Da Silva Jr., cestista e attore statunitense
- 1982 - Shani Davis, pattinatore di velocità su ghiaccio e pattinatore di short track statunitense
- 1982 - Sarah Huckabee Sanders, politica e manager statunitense
- 1982 - Sam Koch, ex giocatore di football americano statunitense
- 1982 - Gary McSheffrey, allenatore di calcio e ex calciatore inglese
- 1982 - Sebastian Stan, attore rumeno
- 1982 - Ray Willis, ex giocatore di football americano statunitense
- 1982 - Talib Wise, ex giocatore di football americano e allenatore di football americano statunitense
- 1982 - Robin Zielhorst, bassista olandese
- 1983 - Norman Ackermann, schermidore tedesco
- 1983 - Dallas Braden, ex giocatore di baseball statunitense
- 1983 - Randall Brenes, ex calciatore costaricano
- 1983 - Vanina Correa, calciatrice argentina
- 1983 - Loris Facci, ex nuotatore italiano
- 1983 - Aleš Hemský, ex hockeista su ghiaccio ceco
- 1983 - Ľubomír Michalík, calciatore slovacco
- 1983 - Táňa Pauhofová, attrice slovacca
- 1983 - Gioele Pellino, pilota motociclistico italiano
- 1983 - Chanda Sandipan, scacchista indiano
- 1983 - Elyasa Süme, dirigente sportivo e ex calciatore turco
- 1984 - L'Aura, cantautrice italiana
- 1984 - Al'ona Bondarenko, ex tennista ucraina
- 1984 - Roman Botta, ex hockeista su ghiaccio italiano
- 1984 - Sofyane Cherfa, ex calciatore francese
- 1984 - Colin Fleming, ex tennista britannico
- 1984 - Billy Hamilton, bassista canadese
- 1984 - Kim Tae-sul, ex cestista sudcoreano
- 1984 - Niko Kranjčar, ex calciatore croato
- 1984 - James Morrison, cantautore e chitarrista britannico
- 1984 - Heath Pearce, ex calciatore statunitense
- 1984 - Daniel Pérez Monti, cestista paraguaiano
- 1984 - Anssi Salmela, hockeista su ghiaccio finlandese
- 1984 - Sulejman Smajić, ex calciatore bosniaco
- 1984 - Karoline Trojer, ex sciatrice alpina italiana
- 1984 - Alex Wilkinson, ex calciatore australiano
- 1984 - Ante Zurak, calciatore croato
- 1984 - Ayça İhtiyaroğlu, pallavolista turca
- 1985 - Olubayo Adefemi, calciatore nigeriano († 2011)
- 1985 - Patrick Asiata, calciatore samoano
- 1985 - Grega Bole, ciclista su strada sloveno
- 1985 - Luisa Gullotti, kickboxer italiana
- 1985 - Mohammed Kasola, calciatore qatariota
- 1985 - Vilmarie Mojica, ex pallavolista portoricana
- 1985 - Dominic Oduro, ex calciatore ghanese
- 1985 - Mattia Pasini, pilota motociclistico italiano
- 1985 - Elçin Sangu, attrice e modella turca
- 1985 - Marija Savinova, mezzofondista russa
- 1985 - Séïdath Tchomogo, calciatore beninese
- 1985 - Khalil Velasquez, calciatore beliziano
- 1985 - Iván Vásquez, calciatore cileno
- 1985 - Atakan Yüksel, lottatore turco
- 1986 - Stanko Barać, ex cestista croato
- 1986 - Hernán Bernardello, ex calciatore argentino
- 1986 - Giacomo Cardaci, scrittore e giurista italiano
- 1986 - Miloš Ćulafić, pallavolista montenegrino
- 1986 - Zakaria Diallo, ex calciatore francese
- 1986 - Morten Fillipsen, cantante danese
- 1986 - Jannik Freese, ex cestista tedesco
- 1986 - Demetrious Johnson, ex artista marziale misto statunitense
- 1986 - Joseph Lapira, ex calciatore statunitense
- 1986 - Alexandra Ndolo, schermitrice tedesca
- 1986 - Emily Wamusyi Ngii, marciatrice keniota
- 1986 - Xavier Pentecôte, ex calciatore francese
- 1986 - Romano Perticone, allenatore di calcio e ex calciatore italiano
- 1986 - Nemanja Protić, cestista serbo
- 1986 - Sebastián Páez, ex calciatore cileno
- 1986 - Dariusz Radosz, canottiere polacco
- 1986 - Luís Rocha, calciatore portoghese
- 1986 - Giulia Sarti, politica italiana
- 1986 - Wesley Taylor, attore e sceneggiatore statunitense
- 1986 - Élodie Thomis, ex calciatrice francese
- 1986 - Mami Yamaguchi, ex calciatrice giapponese
- 1987 - Abdullah Al-Zori, ex calciatore saudita
- 1987 - Yeliz Askan, pallavolista turca
- 1987 - Deborah Ayorinde, attrice britannica
- 1987 - Gloria Giudici, mezzofondista, maratoneta e fondista di corsa in montagna italiana
- 1987 - Kim Gwang-guk, pallavolista sudcoreano
- 1987 - Allie Long, calciatrice statunitense
- 1987 - Devin McCourty, ex giocatore di football americano statunitense
- 1987 - Park Jin-po, calciatore sudcoreano
- 1987 - João da Rocha Ribeiro, ex calciatore portoghese
- 1987 - Song Jin-hyung, ex calciatore sudcoreano
- 1987 - Carlo Vistoli, contraltista italiano
- 1988 - Marian Barbu, arbitro di calcio rumeno
- 1988 - Keith Benson, cestista statunitense
- 1988 - Servando Carrasco, ex calciatore statunitense
- 1988 - Mustafa Durak, calciatore francese
- 1988 - Brandon Fields, cestista statunitense
- 1988 - Suzette Gómez, modella honduregna
- 1988 - Jerry Hughes, giocatore di football americano statunitense
- 1988 - Emil Johansson, ex sciatore alpino svedese
- 1988 - Marc McAusland, calciatore scozzese
- 1988 - Francisco Meneghini, allenatore di calcio argentino
- 1988 - MØ, cantautrice e musicista danese
- 1988 - Yu Okamoto, tuffatore giapponese
- 1988 - Artur Omarov, lottatore ceco
- 1988 - Nikola Pavličević, cestista montenegrino
- 1988 - Michael Van Staeyen, ex ciclista su strada belga
- 1988 - Ryan Villopoto, pilota motociclistico statunitense
- 1988 - Brandon Washington, giocatore di football americano statunitense
- 1988 - Brandon Workman, giocatore di baseball statunitense
- 1989 - Lucille Charuk, pallavolista canadese
- 1989 - Davide Cimolai, ciclista su strada e pistard italiano
- 1989 - Greg Draper, calciatore inglese
- 1989 - Israel Jiménez, ex calciatore messicano
- 1989 - Jefimija Karakašević, ex cestista serba
- 1989 - Tomáš Necid, calciatore ceco
- 1989 - Fernando Pimenta, canoista portoghese
- 1989 - Abraham Richardson, ex cestista cubano
- 1989 - Matteo Trevisan, ex tennista italiano
- 1989 - Zhang Weili, artista marziale mista cinese
- 1990 - Al-Rilwan Adeyemi, giocatore di football americano nigeriano
- 1990 - Angélica Aguilar, schermitrice messicana
- 1990 - Patrick Byskata, ex calciatore finlandese
- 1990 - Sarah Castellana, giornalista italiana
- 1990 - Elise Christie, pattinatrice di short track britannica
- 1990 - DeMarcus Cousins, cestista statunitense
- 1990 - Maiken Caspersen Falla, ex fondista norvegese
- 1990 - Renan Fonseca, calciatore brasiliano
- 1990 - Norbert Gombos, tennista slovacco
- 1990 - Jenia Grebennikov, pallavolista francese
- 1990 - André Hahn, calciatore tedesco
- 1990 - Thomas Harasser, sciatore freestyle austriaco
- 1990 - Artem Harutiunian, pugile armeno
- 1990 - Stanislav Il'jučenko, calciatore russo
- 1990 - Lisa LeBlanc, cantante canadese
- 1990 - Lee Sang-su, tennistavolista sudcoreano
- 1990 - Cristian Nazarit, ex calciatore colombiano
- 1990 - Adam Priestley, calciatore gibilterriano
- 1990 - Hansel Robles, giocatore di baseball dominicano
- 1990 - Sara Serraiocco, attrice italiana
- 1990 - Benjamin Stambouli, calciatore francese
- 1990 - Giuseppe Valentino, pallanuotista italiano
- 1990 - Silvia Vivirito, calciatrice italiana
- 1991 - Baek Sung-dong, calciatore sudcoreano
- 1991 - Solène Barbance, calciatrice francese
- 1991 - Lodovica Bortot, ex calciatrice italiana
- 1991 - Hilda Carlén, calciatrice svedese
- 1991 - Vedran Celjak, calciatore croato
- 1991 - Aminata Fall, cestista senegalese
- 1991 - Ayu Gani, modella indonesiana
- 1991 - Alexander Kačaniklić, ex calciatore svedese
- 1991 - Emelie Lundberg, calciatrice svedese
- 1991 - Paweł Wiesiołek, multiplista polacco
- 1992 - Lois Abbingh, pallamanista olandese
- 1992 - Laïoung, rapper e produttore discografico italiano
- 1992 - Ricardo César Dantas da Silva, calciatore brasiliano
- 1992 - Jovan Đokić, calciatore serbo
- 1992 - Collins Faï, calciatore camerunese
- 1992 - Alasdair Fraser, cestista scozzese
- 1992 - Hygor Cléber, calciatore brasiliano
- 1992 - Katrina Gorry, calciatrice australiana
- 1992 - Christopher Hegarty, ex calciatore nordirlandese
- 1992 - Erika Henningsen, attrice e cantante statunitense
- 1992 - Damien Howson, ciclista su strada e pistard australiano
- 1992 - Gašper Kopitar, ex hockeista su ghiaccio sloveno
- 1992 - Bárbara López, attrice messicana
- 1992 - Lucas Moura, calciatore brasiliano
- 1992 - Sean Ryan, nuotatore statunitense
- 1992 - Spencer Stone, ex militare statunitense
- 1992 - Denis Terent'ev, calciatore russo
- 1992 - Okaro White, cestista statunitense
- 1992 - Yang Huizhen, velocista cinese
- 1993 - Alan Aguirre, calciatore argentino
- 1993 - Kevin Cordes, nuotatore statunitense
- 1993 - Tamara Dronova-Balabolina, ciclista su strada e pistard russa
- 1993 - Jonas Folger, pilota motociclistico tedesco
- 1993 - Johnny Gaudreau, hockeista su ghiaccio statunitense († 2024)
- 1993 - Artur Gačinskij, ex pattinatore artistico su ghiaccio russo
- 1993 - Kira Grünberg, politica e ex astista austriaca
- 1993 - Kamil' Ibragimov, schermidore russo
- 1993 - Gianni Manfrin, calciatore italiano
- 1993 - Freya Mavor, attrice e modella britannica
- 1993 - Samir Memišević, calciatore bosniaco
- 1993 - Luca Pacioni, ex ciclista su strada italiano
- 1993 - Nijat Rahimov, sollevatore azero
- 1993 - Viktor Rašović, pallanuotista serbo
- 1993 - Mouhamadou-Naby Sarr, calciatore francese
- 1993 - Kumi Yokoyama, calciatore giapponese
- 1993 - Yoon Bo-mi, cantante e attrice sudcoreana
- 1993 - Andreas Žampa, sciatore alpino slovacco
- 1993 - Đặng Văn Lâm, calciatore vietnamita
- 1994 - Sri Wahyuni Agustiani, sollevatrice indonesiana
- 1994 - Joaquín Correa, calciatore argentino
- 1994 - Ryan Gibbons, ciclista su strada sudafricano
- 1994 - Muhadjiri Hakizimana, calciatore ruandese
- 1994 - Letícia Izidoro Lima da Silva, calciatrice brasiliana
- 1994 - Andrea Meza, modella messicana
- 1994 - Steven Moreira, calciatore francese
- 1994 - V"jačeslav Petrov, cestista ucraino
- 1994 - Yunus Sentamu, calciatore ugandese
- 1995 - Haashim Domingo, calciatore sudafricano
- 1995 - Pieter Gerkens, calciatore belga
- 1995 - Chris Jones, giocatore di football americano statunitense
- 1995 - Presnel Kimpembe, calciatore francese
- 1995 - Luke Montebello, calciatore maltese
- 1995 - Irakli Mtsituri, lottatore georgiano
- 1995 - Bighead, produttore discografico e disc jockey statunitense
- 1995 - Emilia Nova, ostacolista indonesiana
- 1995 - Jelena Čanković, calciatrice serba
- 1996 - Tessa Albertson, attrice statunitense
- 1996 - Simon Banza, calciatore congolese (Repubblica Democratica del Congo)
- 1996 - Jakub Bartosz, calciatore polacco
- 1996 - Omer Goldstein, ciclista su strada israeliano
- 1996 - Juan Cruz Komar, calciatore argentino
- 1996 - Florian Loshaj, calciatore kosovaro
- 1996 - Antonia Lottner, tennista tedesca
- 1996 - Saša Lukić, calciatore serbo
- 1996 - Iván Fernando Ochoa, calciatore messicano
- 1996 - Leeroy Owusu, calciatore olandese
- 1996 - Aljaksandr Paŭlavec, calciatore bielorusso
- 1996 - Léo Príncipe, calciatore brasiliano
- 1996 - Álvaro Rico, attore spagnolo
- 1996 - Saku Savolainen, calciatore finlandese
- 1996 - Mattis Stenshagen, fondista norvegese
- 1997 - A.J. Arcuri, giocatore di football americano statunitense
- 1997 - Dorian De Maeght, ciclista su strada e ciclocrossista belga
- 1997 - Saskia Feige, marciatrice tedesca
- 1997 - Conny Giussani, ex ginnasta svizzera
- 1997 - Irfan Fandi, calciatore singaporiano
- 1997 - Zach Jackson, cestista statunitense
- 1997 - Pol Lirola, calciatore spagnolo
- 1997 - Luca Magnino, calciatore italiano
- 1997 - Patrick Mekari, giocatore di football americano statunitense
- 1997 - Yeo Jin-goo, attore sudcoreano
- 1998 - Lisa Ajax, cantante svedese
- 1998 - Arina Averina, ex ginnasta russa
- 1998 - Dina Averina, ex ginnasta russa
- 1998 - Francisco Cerúndolo, tennista argentino
- 1998 - Adamou Djibo, calciatore nigerino
- 1998 - Kobita Dookhee, giocatrice di badminton mauriziana
- 1998 - Dalma Gálfi, tennista ungherese
- 1998 - Eukene Larrarte, pistard e ciclista su strada spagnola
- 1998 - Young Leosia, cantante e rapper polacca
- 1998 - Yoan Meriño, tuffatore cubano
- 1998 - Dīmītrīs Nikolaou, calciatore greco
- 1998 - Osa Odighizuwa, giocatore di football americano statunitense
- 1998 - Alan Pichot, scacchista argentino
- 1998 - Valerie van Roon, nuotatrice olandese
- 1998 - Neal Sako, cestista francese
- 1998 - Justin Schoenefeld, sciatore freestyle statunitense
- 1998 - Ángela Torres, attrice e cantante argentina
- 1998 - Milton Valenzuela, calciatore argentino
- 1998 - Israel Wanagalya, giocatore di badminton ugandese
- 1999 - Giulia Be, cantautrice brasiliana
- 1999 - Abdelrahman Boudah, calciatore svedese
- 1999 - Christian Cappis, calciatore statunitense
- 1999 - Corey Fogelmanis, attore statunitense
- 1999 - Dmitrij Kollars, scacchista tedesco
- 1999 - Ezi Magbegor, cestista australiana
- 1999 - Riqui Puig, calciatore spagnolo
- 1999 - Patrick Queen, giocatore di football americano statunitense
- 1999 - Raz Shlomo, calciatore israeliano
- 1999 - Lennon Stella, cantante canadese
- 1999 - Esteban Valencia, calciatore cileno
- 1999 - Chiara Viscardi, calciatrice italiana
- 1999 - Nökkvi Þeyr Þórisson, calciatore islandese
- 2000 - Adriano Bertaccini, calciatore belga
- 2000 - Celton Biai, calciatore portoghese
- 2000 - Rasheed Broadbell, ostacolista giamaicano
- 2000 - Anthony Keyvan, attore statunitense
- 2000 - Oliver Olsen, calciatore danese
- 2000 - DeMarvion Overshown, giocatore di football americano statunitense
- 2000 - Will Putnam, giocatore di football americano statunitense
- 2000 - Tomáš Čvančara, calciatore ceco

## XXI secolo(27)
- 2001 - Faisal Al-Ghamdi, calciatore saudita
- 2001 - Julián Araujo, calciatore messicano
- 2001 - Devid Bouah, calciatore italiano
- 2001 - Lars Boven, ciclista su strada e ciclocrossista olandese
- 2001 - Jonah Fabisch, calciatore zimbabwese
- 2001 - Peder Kongshaug, pattinatore di velocità su ghiaccio norvegese
- 2001 - Juan Millán, calciatore uruguaiano
- 2001 - Sheina Vaspi, sciatrice alpina israeliana
- 2002 - André Amaro, calciatore portoghese
- 2002 - Andu Kelati, calciatore tedesco
- 2002 - Ben Old, calciatore neozelandese
- 2002 - Satoshi Tanaka, calciatore giapponese
- 2002 - Athanasios Tsirikos, tuffatore greco
- 2002 - Levin Winkler, calciatore svizzero
- 2002 - Michal Ševčík, calciatore ceco
- 2003 - Morice Abraham, calciatore tanzaniano
- 2003 - Chiara Francia, attrice argentina
- 2003 - Ignacio Maestro Puch, calciatore argentino
- 2003 - Lūkass Vapne, calciatore lettone
- 2004 - Martha Anthoulī, pallavolista greca
- 2004 - Sōta Kitano, calciatore giapponese
- 2005 - Liam Jessop, calciatore gibilterriano
- 2005 - Klavdija Petrivna, cantante ucraina
- 2006 - Ace Bailey, cestista statunitense
- 2006 - Riquelme Freitas, calciatore brasiliano
- 2006 - Óscar David López Raslan, calciatore boliviano
- 2007 - Svetlana Pavlova, nuotatrice artistica russa

## Senza anno specificato(1)
- Gregory Darling, cantante e pianista statunitense